# Kanton Guillestre
Guillestre is een kanton van het Franse departement Hautes-Alpes. Het kanton maakt deel uit van het arrondissement Briançon. Het heeft een oppervlakte van 831,55 km² en telt 8062 inwoners in 2017, dat is een dichtheid van 9,7 inwoners/km².

## Geschiedenis
Op 22 maart 2015 werd het aangrenzende kanton Aiguilles opgeheven en werden de 7 gemeenten opgenomen in het kanton Guillestre.

## Gemeenten
Het kanton Guillestre omvat de volgende gemeenten:
- Abriès
- Aiguilles
- Arvieux
- Ceillac
- Château-Ville-Vieille
- Eygliers
- Guillestre (hoofdplaats)
- Molines-en-Queyras
- Mont-Dauphin
- Réotier
- Risoul
- Ristolas
- Saint-Clément-sur-Durance
- Saint-Crépin
- Saint-Véran
- Vars